# Municipio de Candelaria, Kuba
Municipio de Candelaria är en kommun i Kuba.   Den ligger i provinsen Artemisa, i den västra delen av landet, 70 km sydväst om huvudstaden Havanna. Antalet invånare är 19 523. Arean är 299 kvadratkilometer.
Terrängen i Municipio de Candelaria är platt åt sydost, men åt nordväst är den kuperad.